# Charles Yu
Charles Yu (cinese tradizionale:游朝凱 ; pinyin: You Chao-Kai; Los Angeles, 3 gennaio 1976) è uno scrittore statunitense.

## Biografia
Nato nel 1976 a Los Angeles da genitori originari di Taiwan, ha studiato biologia all'University of California, Berkeley e legge alla Columbia Law School
.
Nel 2006 ha esordito nella narrativa con la raccolta di racconti Third Class Superhero e l'anno successivo è stato selezionato dalla National Book Foundation tra i 5 scrittori sotto i 35 anni più promettenti (5 Under 35).
Nel 2010 ha pubblicato il suo primo romanzo, How to Live Safely in a Science Fictional Universe, con il quale è giunto finalista al Premio Locus e al John Wood Campbell Memorial e in seguito ha dato alle stampe un'altra raccolta di short stories, Sorry Please Thank Yous del 2012, e un altro romanzo, Chinatown interiore, nel 2020.
Attivo come sceneggiatore televisivo, nel 2020 ha ottenuto il National Book Award per la narrativa con il romanzo di formazione Chinatown interiore.

## Opere

### Romanzi
- How to Live Safely in a Science Fictional Universe (2010)
- Chinatown interiore (Interior Chinatown, 2020), Milano, La nave di Teseo, 2021 traduzione di Claudia Durastanti ISBN 978-88-346-0633-9.

### Raccolte di racconti
- Third Class Superhero (2006)
- Sorry Please Thank You: Stories (2012)

## Televisione

### Sceneggiature parziali
- Westworld - Dove tutto è concesso (2016): episodio 1x08
- Lodge 49 (2018): episodio 1x06
- Legion (2019): episodio 3x04

## Premi e riconoscimenti
- Sherwood Anderson Fiction Award: 2004 vincitore con il racconto Third Class Superhero
- Robert Olen Butler Prize: 2005 vincitore con il racconto My Last Days as Me
- Premio John Wood Campbell Memorial: 2011 finalista con il romanzo How to Live Safely in a Science Fictional Universe
- Premio Locus per la miglior opera prima: 2011 finalista con il romanzo How to Live Safely in a Science Fictional Universe
- Writers Guild of America Award: 2011 nomination per l'episodio Trace Decay della serie TV Westworld - Dove tutto è concesso
- National Book Award per la narrativa: 2020 vincitore con il romanzo Chinatown interiore